# Allium turcicum
Allium turcicum — вид трав'янистих рослин родини амарилісові (Amaryllidaceae), ендемік Туреччини.

## Опис
Цибулина яйцеподібна, діаметром 1–1.2 см; зовнішні оболонки сіруваті, іноді пурпурно-смугасті. Стебло 15–20 см, циліндричне, злегка ребристе. Листків 3–4, перевищують суцвіття, шириною 1–1.2 мм. Зонтик 4 см діаметром, нещільний. Оцвітина коротко дзвоноподібна, сегменти чітко нерівні, рожево-зелені з зеленою серединною жилкою, зовнішні сегменти оцвітини 3 × 1.3 мм, довгасто-яйцеподібні, внутрішні довші від зовнішніх, 3.5–4 x 1.5 мм. Пиляки жовті. Зав'язь майже сферична, стиснута біля основи. Коробочка кулясто-трикутна в перерізі, ≈ 4 мм завдовжки. 2n=16.

## Поширення
Поширений в азійській Туреччині.
Населяє кам'яні схили під змішаними деревами, 1150 м.